# Henryk Iwaniec

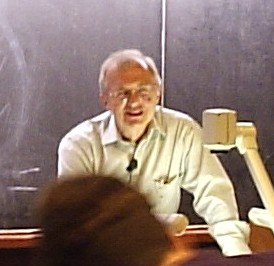
Henryk Iwaniec

Henryk Iwaniec (* 9. Oktober 1947 in Elbląg in Polen) ist ein polnisch-US-amerikanischer Mathematiker, der sich mit analytischer Zahlentheorie beschäftigt.

## Leben
Iwaniec studierte an der Universität Warschau, wo er zweimal Ende der 1960er Jahre den Marcinkiewicz-Preis gewann. 1971 schloss er sein Studium ab und wurde im Jahr darauf bei Andrzej Schinzel promoviert. Danach war er am Institut für Mathematik der polnischen Akademie der Wissenschaften. 1976 habilitierte er sich. 1976/77 war er an der Scuola Normale Superiore in Pisa mit einem Stipendium der Accademia dei Lincei und 1979/80 an der Universität Bordeaux. 1983 wurde er Professor und korrespondierendes Mitglied der polnischen Akademie der Wissenschaften. 1983/84 bis 1986 war er am Institute for Advanced Study (IAS) in Princeton und 1984 an der University of Michigan in Ann Arbor sowie Gastprofessor in Boulder. Seit 1987 ist er Professor an der Rutgers University. 1999/2000 war er Gastprofessor am IAS. 
Er ist der Zwillingsbruder von Tadeusz Iwaniec.

## Werk
Iwaniec sind wesentliche Fortschritte in der analytischen Zahlentheorie zu verdanken. Er bewies 1997 mit John Friedlander durch Anwendung des von ihnen verfeinerten asymptotischen Siebes von Enrico Bombieri den Satz von Friedlander-Iwaniec. Dieser besagt, dass es unendlich viele Primzahlen der Form {\displaystyle a^{2}+b^{4}} gibt ({\displaystyle a,b} natürliche Zahlen) – der Satz von Bombieri-Friedlander-Iwaniec. Im 19. Jahrhundert hatte einer der Begründer der analytischen Zahlentheorie, Peter Gustav Lejeune Dirichlet, gezeigt, dass es unendlich viele Primzahlen in linearen Folgen der Form {\displaystyle a+d,a+2d,a+3d,a+4d,\ldots } gibt ({\displaystyle a,d} teilerfremd zueinander), und auch bei anderen Untermengen der natürlichen Zahlen, die relativ „dicht“ liegen (das heißt neben Primzahlen auch viele zusammengesetzte Zahlen enthalten), wurden ähnliche Sätze bewiesen. Bei dem von Iwaniec und Friedlander untersuchten Problem gelang erstmals ein Durchbruch bei einer relativ „dünnen“ Untermenge der natürlichen Zahlen.
Iwaniec löste auch das Problem von Juri Linnik in der Geometrie der Zahlen, bei dem es sich um die Gleichverteilung der Gitterpunkte auf zweidimensionalen Sphären um den Ursprung handelt, falls der Radius zunimmt. Ein weiteres Arbeitsfeld von Iwaniec ist die analytische Theorie automorpher Formen zur linearen Gruppe {\displaystyle GL(2)} und deren {\displaystyle L}-Funktionen, in der er ebenfalls teilweise mit Friedlander sowie mit William Duke und Peter Sarnak zusammenarbeitete.
Mit Jean-Marc Deshouillers schrieb er 1982 eine einflussreiche Arbeit über eine Verallgemeinerung der Spurformel von Kuznetzow, die Kloosterman-Summen mit Summen über Fourierkoeffizienten von Modulformen verbindet. Mit Étienne Fouvry wandte er die Methode 1983 zum Beweis eines über das Bombieri-Vinogradov Theorem hinausgehenden Satzes über Primzahlen in arithmetischen Folgen an, den er noch mit Friedlander und Bombieri verschärfte. 

## Ehrungen, Sonstiges
1978 erhielt er den polnischen Staatspreis und 1996 die Sierpinski-Medaille. 2001 erhielt er den Ostrowski-Preis und 2002 den Colepreis für Zahlentheorie. 1995 wurde er in die American Academy of Arts and Sciences aufgenommen, 2006 in die National Academy of Sciences. 1978 (Sieve methods) und 1986 (Spectral theory of automorphic functions and recent developments in analytic number theory) war er Invited Speaker auf dem Internationalen Mathematikerkongress (ICM) und hielt dort 2006 einen Plenarvortrag (Prime Numbers and L-functions). Im selben Jahr wurde er Ehrenbürger seiner Heimatstadt Elbląg. 2011 erhielt er den Leroy P. Steele Prize. 2012 wurde er zum auswärtigen Mitglied der Finnischen Akademie der Wissenschaften gewählt. Er ist Fellow der American Mathematical Society und auswärtiges Mitglied der Polnischen Akademie der Gelehrsamkeit in Krakau. Im Jahre 2015 erhielt er gemeinsam mit Gerd Faltings den Shaw Prize für Mathematik. Ebenfalls 2015 wurde Iwaniec mit der Stefan-Banach-Medaille ausgezeichnet. Für 2017 wurde ihm gemeinsam mit John Friedlander der AMS Joseph L. Doob Prize zuerkannt für ihr Buch über Siebmethoden (Opera de Cribro, American Mathematical Society, 2010).
Er ist Bürger der USA.
Zu seinen Doktoranden zählen Emmanuel Kowalski und Étienne Fouvry.

## Schriften
- Topics in Classical Automorphic Forms (= Graduate Studies in Mathematics. 17). American Mathematical Society, Providence RI 1997, ISBN 0-8218-0777-3.
- Introduction to the Spectral Theory of Automorphic Forms. Revista Matemática Iberoamericana, Madrid 1995 (2. Auflage als: Spectral Methods of Automorphic Forms (= Graduate Studies in Mathematics. 53). American Mathematical Society, Providence RI 2002, ISBN 0-8218-3160-7).
- mit Emmanuel Kowalski: Analytic Number Theory (= American Mathematical Society. Colloquium Publications. 53). American Mathematical Society, Providence RI 2004, ISBN 0-8218-3633-1.
- mit John Friedlander: Opera de Cribro (= American Mathematical Society. Colloquium Publications. 57). American Mathematical Society, Providence RI 2010, ISBN 978-0-8218-4970-5 (Siebmethoden).
- Lectures on the Riemann Zeta Function (= American Mathematical Society. University Lecture Series. 62). American Mathematical Society, Providence RI 2014, ISBN 978-1-4704-1851-9.